# (376574) Michalkusiak
(376574) Michalkusiak est un astéroïde de la ceinture principale.

## Description
(376574) Michalkusiak est un astéroïde de la ceinture principale. Il fut découvert le 19 janvier 2007 à Pla D'Arguines par Rafael Ferrando. Il présente une orbite caractérisée par un demi-grand axe de 2,46 UA, une excentricité de 0,22 et une inclinaison de 8,6° par rapport à l'écliptique.
Il est nommé d'après l'astronome amateur Michał Kusiak.

## Compléments